# Matthew Roberts
Matthew Roberts (1996) es un deportista australiano que compite en triatlón. Ganó una medalla de plata en el Campeonato de Oceanía de Triatlón de 2019 en la prueba de relevo mixto.

## Palmarés internacional
| Campeonato de Oceanía | Campeonato de Oceanía | Campeonato de Oceanía | Campeonato de Oceanía |
| Año                   | Lugar                 | Medalla               | Prueba                |
| --------------------- | --------------------- | --------------------- | --------------------- |
| 2019                  | Devonport (Australia) | Medalla de plata      | Relevo mixto          |